# Epeolus asperatus
Epeolus asperatus är en biart som beskrevs av Cockerell 1909. Epeolus asperatus ingår i släktet filtbin, och familjen långtungebin. Inga underarter finns listade i Catalogue of Life.